# Трёхколёска
«Трёхколёска» или Бронеавтомобиль Филатова — общее название различных пулемётных и пушечных бронеавтомобилей Вооружённых сил Российской империи, построенных в мастерских Офицерской стрелковой школы и на Ижорском заводе, по проекту генерал-майора Н. М. Филатова, в 1915—1917 годах. 
Отличительной особенностью бронеавтомобилей, отражённой в их названии, являлась трёхколёсная ходовая часть. Всего было построено от 18 до 30 бронеавтомобилей с пушечным или пулемётным вооружением, принимавших участие в боевых действиях Первой мировой и Гражданской войн.

## История создания
В начале 1915 года на поля сражений Первой мировой войны вышли русские пушечно-пулемётные бронеавтомобили «Гарфорд-Путилов». В войсках они сразу полюбились из-за своей мощной 3-дюймовой противоштурмовой пушки. Однако командиры авто-пулемётных взводов (АПВ), в составе которых использовались «Гарфорды», и сами их экипажи часто жаловались на низкую скорость и слабые ходовые качества этих боевых машин — за тяжёлое вооружение броневика пришлось расплатиться перегруженной ходовой частью. Грозные бронемашины еле ползли по бездорожью, не могли въехать по хоть сколько-нибудь крутому склону и напрочь застревали в мелких канавах и окопах. Исправить возникшие проблемы на имевшемся шасси не представлялось возможным.
Всё это подтолкнуло создателя «Гарфордов», начальника Офицерской стрелковой школы генерал-майора Н. М. Филатова к разработке более лёгкой и подвижной машины. Всю осень 1915 года Н. М. Филатов потратил на проектирование новой машины. Работы вылились в весьма оригинальный проект, представлявший собой трёхколёсную бронированную боевую машину, сочетавшую солидное вооружение с весьма скромными массогабаритными характеристиками и неплохой подвижностью. Филатов предложил два варианта вооружения: два 7,62-мм пулемёта «Максим» или одна 76,2-мм противоштурмовая пушка. В декабре 1915 года в мастерских Офицерской стрелковой школы в Ораниенбауме началось строительство экспериментальной партии броневиков. К апрелю 1916 года были готовы 10 машин, из которых одна имела пушечное вооружение, а остальные — пулемётное.
22 апреля 1916 года состоялась демонстрация бронемашин военным — членам Комиссии по броневым автомобилям и представителям ГАУ. Машины получили весьма одобрительные отзывы и в мае — июне поступили на государственные испытания. Оказалось, что более лёгкий пулемётный вариант (1800 кг против 2600 кг у пушечного) обладает лучшей проходимостью, хотя обе модификации показали примерно равные ходовые характеристики. На основании полученных результатов, Ижорский завод получил заказ на 20 бронеавтомобилей в пулемётном варианте. В процессе постройки Филатов немного улучшил конструкцию машины, снизив её боевую массу до 1400 кг, а состав вооружения сократив до одного пулемёта. Первый серийный бронеавтомобиль прошел испытания к 13 октября 1916 года, а до нового года было собрано не менее 8 экземпляров. О темпе их дальнейшего выпуска сведений не сохранилось, но есть основания полагать, что до октября 1917 года была сдана вся партия (таким образом, общее количество бронеавтомобилей доходит до 30).

## Описание конструкции
«Трёхколёски» Н. М. Филатова имели весьма оригинальную конструкцию. Ходовая часть автомобилей, как следует из названия, была трёхколёсной, с ведущим задним мостом (колёсная формула 3 × 2). Изменение направления движения осуществлялось за счёт управляемого переднего колеса, установленного на специально сконструированной вилке. Поворот колеса обеспечивался при помощи металлических тяг, соединённых с рулевым колесом. Интересно, что ходовая часть собиралась из узлов самых разных автомобилей, не подлежащих ремонту и разбиравшихся на запчасти. По этой причине на бронемашинах Н. М. Филатова использовалось несколько типов двигателей (чаще всего «Кейс», «Гупмобиль», «Масквиль» и т. д.), мощность которых варьировалась в пределах от 16 до 25 л. с. Это привело к определённому разбросу в динамических характеристиках различных машин.
На шасси устанавливался полностью закрытый бронированный корпус, собиравшийся на металлическом каркасе при помощи заклёпок. Толщина броневых листов составляла 4—6 мм, чего было вполне достаточно для защиты экипажа от пуль и осколков снарядов. Машины имели небольшую высоту и общие весьма скромные метрические размеры. Пушечная модификация имела несколько видоизмененный корпус и дополнительный сошник на днище, опускавшийся в боевой обстановке на грунт для придания бронемашине большей устойчивости при стрельбе. В средней части корпуса, позади двигателя, размещалось отделения управления с сидениями командира машины и водителя.
Вооружение располагалось только в кормовой части, так как бронемашины должны были идти в бой задним ходом. Вооружением пушечного бронеавтомобиля являлась 76,2-мм противоштурмовая пушка образца 1910 года, аналогичная устанавливавшейся на тяжёлых бронеавтомобилях «Гарфорд-Путилов». Пулемётные бронеавтомобили вооружались 1—2 7,62-мм пулемётами «Максим». Боекомплект размещался вдоль бортов боевого отделения корпуса.
Экипаж состоял из 3—4 человек, посадка и высадка которых осуществлялась через двери в правом и левом бортах корпуса. Кроме того, имелся люк в крыше. Для наблюдения за местностью командир машины и водитель располагали прямоугольными смотровыми окнами, прикрывавшимися откидными бронекрышками. Над лобовым листом отделения управления размещалась крупная фара-прожектор.

## Служба и боевое применение
Первые «трехколески» были отправлены на фронт в октябре 1916 года по распоряжению Главного управления Генерального штаба в испытательном порядке. Ими оснастили 1-й (две пулемётные машины), 7-й (две пулемётные), 8-й (две пулемётные и одна пушечная) и 9-й (одна пулемётная машина) броневые автомобильные дивизионы (БАД). По донесениям командиров БАД, в боях с немецкими войсками «трёхколёски» проявили себя весьма достойно.
Во время Гражданской войны бронеавтомобили Филатова были примерно поровну захвачены Красной и Белой армиями и использовались в боях.
Один из первых фактов их боевого применения «красными» был зафиксирован 21 августа 1918 года. Отряд из трёх броневых машин Филатова отбыл в Баку для оказания помощи местному большевистскому правительству. Как минимум один бронеавтомобиль этого типа имелся в составе авто-броне-пулемётного отряда охраны Смольного. В начале 1920 года эта «трёхколёска» отправилась на фронт.
Что касается Белых армий, то осенью 1918 года одна бронемашина этого типа имелась в распоряжении Вооружённых сил юга России — «трёхколёска» носила имя «Фибра» и входила в состав 1-го броневого автомобильного дивизиона Добровольческой армии. Применялась ли она в боях — неизвестно, но в апреле 1919 года она была разбронирована в Екатеринодаре «ввиду изношенности и боевой непригодности».
После окончания Гражданской войны немногочисленные «трёхколёски» продолжали оставаться в составе РККА ещё несколько лет — в феврале 1922 года в распоряжении Управления броневых сил РККА имелось четыре броневика этого типа. Сведения об их дальнейшей судьбе отсутствуют.